# Enterococcus faecalis
Enterococcus faecalis, anteriormente classificato come parte del gruppo Streptococcus, è un cocco Gram-positivo appartenente al genere Enterococcus dalle abitudini commensali del tratto gastrointestinale umano.
È un fermentatore anaerobico facoltativo del glucosio e non produce una reazione di catalasi a contatto con l'acqua ossigenata. È capace di utilizzare varie fonti d'energia, includendo il glicerolo, l'acido lattico, l'acido citrico, l'acido malico, l'arginina, l'agmatina e vari chetoacidi. Sono capaci di sopportare valori di pH fino a 9.6, alte concentrazioni di sali e sono capaci di resistere anche alla presenza di sali biliari, detergenti, metalli pesanti, etanolo, agli azoturi e ai processi di disseccazione.
Crescono in una temperatura compresa tra i 10 e i 45 °C e sono capaci di sopravvivere a temperature di fino 60 °C per massimo 30 minuti.

## Storia
Prima del 1984, gli enterococchi erano parte del genere Streptococcus, questo faceva sì che E.faecalis fosse conosciuto con il nome di Streptococcus faecalis.
Nel 2013, una combinazione di temperature denaturalizzanti e tecniche di spettroscopia NMR hanno permesso il completo "srotolamento" della sequenza di genoma responsabile della produzione del repressore omodimerico della proteina CyIR2.

## Infezione
E. faecalis è responsabile di infezioni nosocomiali del tratto urinario, endocarditi e sepsi, questo perché è molto adattabile e resistente a molti tipi di antibiotici, fra i quali Penicillina.

## Diagnosi
La diagnosi tradizionale non è molto affidabile per la varietà di batteri che si possono incontrare, e si è obbligati a ricorrere a tecniche di Biologia molecolare per formulare in maniera attendibile ed esatta la diagnosi.

## Genoma
Il genoma di E.faecalis è suddiviso in 3.220.000.000 di coppie di basi azotate capaci di codificare un totale di 3.113 proteine diverse riconosciute.

### Small RNA
Nel E.faecalis V583 è stato possibile riconoscere varie fasi dello sviluppo metabolico in risposta a fattori di virulenza oltre ad essere stato possibile riconoscere in ben 11 frammenti diversi delle sequenze di segnalazione per la fase di crescita.

## Resistenza ad antibiotici
E.faecalis è una specie batterica resistente alla maggior parte degli antibiotici comuni usati dall'essere umano, come ad esempio agli amminoglicosidi e all'aztreonam. Questa resistenza è principalmente mediata dalla presenza di geni antibiotico-resistenti presenti nei cromosomi plasmidici.
La resistenza da parte di E.faecalis alla vancomicina sta diventando sempre più comune.